# Construct
Construct, développé par Scirra, est un logiciel libre tournant sous Windows, permettant de développer des jeux 2D et des applications sans utiliser de langage de programmation.
Bien que très accessible aux débutants, grâce à son système de glisser-déposer, Construct possède de nombreuses fonctionnalités : moteur DirectX, pixel shaders, motion blur, zooms et rotations, possibilité d'intégrer des scripts Python, un débogueur, et plus de 50 « objets » inclus.
La version 2 (2011) est fondée sur OpenGL et peut générer des binaires Windows, Linux et PS3 (si possible).
La version 3 (2017) se redirige sur l'export au format HTML5 et devient compatible avec Ubuntu (système d'exploitation).